# Enicospilus texanus
Enicospilus texanus là một loài tò vò trong họ Ichneumonidae.